# David Haye
David Haye (London, 1980. október 13.) brit nehézsúlyú ökölvívó. A Bokszvilágszövetség nehézsúlyú bajnoka volt.

## Amatőr eredményei
- 2001-ben ezüstérmes a világbajnokságon nehézsúlyban. A döntőben a kubai Odlanier Solístól szenvedett vereséget.

## Profi karrierje
2005. december 16-án már az első menetben kiütötte a ukrán Alekszandr Gurovot és megszerezte az cirkálósúlyú Európa-bajnoki címet. A címét még három alkalommal védte meg a dán Lasse Johansen,  belga Ismail Abdoul és a olasz Giacobbe Fragomeni ellen. 2007. április 27-én az első profi nehézsúlyú mérkőzésén kiütötte a lengyel Tomasz Bonint.
- 2007. november 10-én a francia Jean Marc Mormeck legyőzésével megszerezte a WBC és a WBA cirkálósúlyú világbajnoki címeit.
- 2008. március 8-án a „The Battle Of Britain” néven megrendezett címegyesítő mérkőzésen a második menetben technikai kiütéssel verte a WBO-bajnok Enzo Maccarinellit.
- 2009. november 7-én szerezte meg a WBA nehézsúlyú címét, amikor többségi döntéssel (114-114, 116-112, 116-112) győzte le a címvédő orosz Nyikolaj Valujevet.
- 2011. július 3-án kikapott Volodimir Klicskótól.

25 mérkőzésből 23-at nyert meg, kettőt vesztett el.